# Gary D'Addario
Gary D'Addario est un commandant de police à la retraite, conseiller technique de télévision et acteur de Baltimore, dans le Maryland. 

## Carrière

### Police
D'Addario rejoint le département de police de Baltimore en 1967. Etant italo-américain, D'Addario progresse rapidement dans le département pendant la période de 1981-1984 sous le commissaire Frank Battaglia (en) . D'Addario sert comme lieutenant dans l'unité d'enquête sur les homicides du département de police de Baltimore pendant 10 ans . Il est capitaine en 1998 puis est promu major en 2003. Il prend sa retraite au grade de major en 2004. 

### Consultant technique et acteur
C'est en sa qualité de lieutenant qu'il est l'un des sujets du livre de David Simon sur l'unité des homicides, Homicide: A Year on the Killing Streets . Simon suit la vie de D'Addario au sein de l'unité pendant un an et rédige un compte rendu de leur activité,. 
Le livre est adapté dans une série télévisée NBC intitulée Homicide et D'Addario inspire le personnage d'Al Giardello,. D'Addario a par ailleurs un rôle récurrent dans Homicide en tant que lieutenant Jasper, chef de l'équipe d'intervention rapide. Il travaille également comme conseiller technique, principalement en tant que source au sein du département de police de Baltimore et agent de liaison. D'Addario est aussi conseiller technique pour le prochain projet de Simon, la mini-série primée aux Emmy Awards, The Corner, et il tient aussi un petit rôle de sergent de bureau. 
D'Addario est finalement conseiller technique lors des deux premières saisons de Sur écoute, lauréat d'un prix Peabody,,. D'Addario a aussi un rôle récurrent en tant que procureur Gary DiPasquale. Il démissionne de son poste de conseiller technique lorsqu'il ne fait plus partie du service de police mais continue à apparaître dans la série jusqu'à sa conclusion,,,. 